# 東風実花
東風 実花（はるかぜ みか、1981年6月14日 - ）は日本の漫画家、イラストレーター。茨城県つくば市出身、在住。女性。別名義に吾妻ナオミ（あづま なおみ）、MINCE PIE（ミンスパイ）がある。

## 経歴
千葉大学卒業後、印刷会社勤務中に誘いを受けて漫画家としてデビュー。デビュー以前から同人誌で漫画を描いていた。2011年よりつくば市で小学生から高校生の女子向けのマンガ・イラスト教室、東風実花マンガ・イラスト教室を開講し、講師を務めている。

## 作品

### 吾妻ナオミ名義
- すいへーりーべ!（ソフトバンククリエイティブ『FlexComixブラッド』連載）- デビュー作
- クラスの人気者めざせ!学校占いクイーン「トランプ&サイコロ占い」（マーク・矢崎著・金の星社） - 挿絵
- 見たい聞きたい恥ずかしくない! 性の本「女の子の心とからだ」（WILLこども知育研究所・金の星社） - 作画

### MINCE PIE名義
- 海と泡沫（芳文社『コミックエール!』ゲスト掲載）
- 苺バーレスク（芳文社『コミックエール!』ゲスト掲載）
- 夏のかげろう（芳文社『コミックエール!』ゲスト掲載）

### 東風実花名義
- わたしたちは皆おっぱい（芳文社『まんがタイムきららフォワード』連載）